# Ad Apostolorum Principis
Ad Apostolorum Principis – encyklika papieża Piusa XII  o komunizmie i Kościele w Chinach z 29 czerwca 1958. 
Jej bezpośrednim powodem było powstanie Patriotycznego Stowarzyszenia Katolików Chińskich w 1957. Założyła go nieliczna grupa chińskich duchownych i świeckich katolickich pod naciskiem komunistycznych władz Chińskiej Republiki Ludowej i w warunkach prowadzonych przez komunistów prześladowań Kościoła. Stowarzyszenie odcinało się od wcześniej działających misji katolickich jako „zewnętrznych”, a także odrzuciło jurysdykcyjne zwierzchnictwo papieża. W 1957 r. zostali wybrani i wyświęceni pierwsi biskupi bez zgody Watykanu. Pius XII już wcześniej potępiał antykatolickie akcje komunistów chińskich (list apostolski Cupimus imprimis z 18 stycznia 1952 oraz encyklika Ad Sinarum Gentem z 7 października 1954). W nowej encyklice poddał krytyce cele Stowarzyszenia, które uznał za kłamliwe: patriotyzm – w rzeczywistości przymuszenie katolików do akceptacji ateistycznego materializmu; obrona pokoju – w istocie atak na Kościół i próba wykorzystania go do ujarzmienia narodu chińskiego; wolność – naprawdę zaś obalenie praw Kościoła i poddanie go pod zwierzchnictwo władz cywilnych. Papież skrytykował Stowarzyszenie za zgodę i udział w takich poczynaniach jak:
- wygnanie misjonarzy zagranicznych,
- uwięzienie licznych duchownych i tzw. „reedukację” kleru wiernego papieżowi w obozach,
- głoszenie niezgodnych z doktryną katolicką poglądów, iż władza Kościoła ogranicza się tylko do spraw ściśle religijnych, podczas gdy obejmuje całą dziedzinę moralności i prawa naturalnego,
- nieposłuszeństwo wobec swych biskupów i złamanie dyscypliny kościelnej,
- samowolny wybór nowych biskupów wbrew wyłącznym uprawnieniom papieża do ich nominacji,
- zerwanie łączności ze Stolicą Apostolską i szerzenie poglądów wrogich wobec papiestwa.

W przypadku aktu samowolnej konsekracji biskupów i doprowadzenie do faktycznego zerwania z Rzymem – jak przypomniał papież – grozi ekskomunika temu kto udzielił święceń i temu, kto je przyjął. Było to najpoważniejsze ostrzeżenie wobec Stowarzyszenia. Jednocześnie wiernych sobie katolików Pius XII zapewnił o duchowym wsparciu i zachęcił do wytrwania. Podział katolików chińskich trwa do dziś. Ad Apostolorum Principis była ostatnią encykliką Piusa XII, który zmarł 3 miesiące później.